# Financijsko pravo
Financijsko pravo je skup pravnih pravila što uređuju odnose prikupljanja, raspodjele i trošenja sredstava radi financiranja javnih djelatnosti i financijsko poslovanje pravnih osoba, osobito radi javnog nadzora nad pribavljanjem i trošenjem njihove imovine.
Financijsko pravo dijeli se u dvije osnovne grane:
- Monetarno pravo - pravila o stvaranju, uporabi, poništavanju i drugim radnjama s novcem, te o bankovnim aktivnostima s novcem, npr. štednji i kreditiranju: dijeli se na nacionalno i međunarodno.
- Pravo javnih financija - pravila o sastavljanju, izglasavanju i ostvarivanju proračuna, o javnim zajmovima, o rezerviranju i naplati poreza itd.